# Blepharis ciliaris
Blepharis ciliaris là một loài thực vật có hoa trong họ Ô rô. Loài này được (L.) B.L.Burtt mô tả khoa học đầu tiên năm 1956.